# 運動會
運動會，也稱“綜合性運動會”。指包括若干個運動項目的規模較大的運動競賽會。如奧林匹克運動會、亞洲運動會、全國運動會等等。田徑運動的競賽習慣上也稱“運動會”。

## 运动项目
| - 田径 - 游泳 - 跳遠 - 水球 - 跳水 - 韵律泳 - 羽毛球 - 网球 - 乒乓球 - 壁球 - 足球 - 篮球 - 排球 - 手球 - 钩球 - 棒球 | - 板球 - 垒球 - 跳高 - 台球 - 橄榄球 - 藤球 - 蹦床 - 体操 - 保龄球 - 韻律泳 - 马术 - 击剑 - 武术 - 空手道 - 柔道 - 摔跤 | - 跆拳道 - 拳击 - 举重 - 脚车 - 公開水域游泳 - 高尔夫球 - 射箭 - 射击 - 棋类 - 皮划艇 - 赛艇 - 帆船 - 铁人三项 - 现代五项 - 接力賽跑 |